# Corydoras atropersonatus
Corydoras atropersonatus är en fiskart som beskrevs av Weitzman och Nijssen, 1970. Corydoras atropersonatus ingår i släktet Corydoras och familjen Callichthyidae. Inga underarter finns listade i Catalogue of Life.